# Eve Meyer
Marguerite Empey Janet Pilgrim
Evelyn Eugene Turner, connue sous le nom d'Eve Meyer, née le 13 décembre 1928 à Atlanta et morte le 27 mars 1977 à Tenerife, est une pin-up américaine, modèle photo, actrice de cinéma et productrice de films. Elle a été playmate pour le magazine Playboy en juin 1955.
Une grande partie de son travail a été réalisée en collaboration avec le cinéaste de sexploitation, Russ Meyer, avec qui elle est mariée de 1952 à 1969. Elle meurt lors de la catastrophe de l'aéroport de Tenerife en 1977, le plus grave accident d'aviation de l'histoire.

## Biographie
Née Evelyn Eugene Turner à Atlanta, en Géorgie, elle entame sa carrière comme modèle photographique et pin-up « haut de gamme » dans les années 1950 et est photographiée par son mari pour devenir playmate de Playboy en tant que Miss Juin 1955.
À ce titre, elle est la toute première playmate à être photographiée spécifiquement pour le magazine, son dépliant central proposant une mise en scène érotique et raffinée : langoureusement assise à terre sur une épaisse moquette devant une cheminée où brûle un feu de bois, elle ne porte qu'une nuisette transparente presque défaite, et deux verres de vin suggèrent une présence masculine invisible.
Son premier film (non créditée à ce titre) est Artists and Models (1955). Après leur mariage, elle travaille fréquemment comme modèle photographique pour Russ Meyer, apparaît dans le film Operation Dames (1959) et prend un rôle principal dans le film d'exploitation de Meyer, Eve réalisé en 1960, Eve and the Handyman .
Eve Meyer est productrice, associée ou productrice exécutive des films de Meyer des années 1960 et du début des années 1970, y compris La Vallée des plaisirs (1970).

## Mort
Le 27 mars 1977, à l'aéroport de Los Rodeos, sur l'île de Ténérife aux Canaries), elle se trouve à bord du vol Pan Am 1736 à destination de Gran Canaria (Las Palmas). Elle est l'un des 335 passagers tués lorsque le vol KLM 4805 entre en collision avec l'appareil de la Pan Am lors de son décollage. C'est la catastrophe la plus meurtrière de l’histoire de l’aviation, avec 583 morts au total.

## Filmographie
Actrice
- 1959 : Operation Dames : Lorry Evering
- 1961 : Eve and the Handyman : Eve

Productrice
- 1964 : Lorna
- 1965 : Mudhoney
- 1965 : Faster, Pussycat! Kill! Kill!
- 1965 : Les Enragés de la moto
- 1966 : Mondo Topless
- 1967 : Common Law Cabin
- 1967 : Good Morning and... Goodbye!
- 1968 : Finders Keepers, Lovers Weepers!
- 1968 : Vixen
- 1970 : Cherry, Harry & Raquel!
- 1970 : La Vallée des plaisirs
- 1971 : The Seven Minutes
- 1971 : The Jesus Trip
- 1973 : Black Snake